# 中车株洲电机
中车株洲电机有限公司，是位于中国湖南省株洲市石峰区的电动机制造厂商，其产品包括供铁路车辆使用的牵引电动机、变压器、风力发电机、工业特种电机及变压器等。现为中国中车成员。
公司前身为株洲电力机车研究所的电机及变压器分部，成立于1961年，至2004年4月15日重组成株洲南车电机股份有限公司，由中国南车集团株洲电力机车厂、中国南车集团株洲电力机车研究所和株洲联诚集团等共同发起，以原株洲电力机车厂电机分厂、变压器分厂和株洲时代电机技术有限公司通过整合组成。2010年，升格为中国南车的一级子公司并更名为南车株洲电机有限公司。
随着南车及北车集团合并成中国中车，公司于2015年更名为中车株洲电机有限公司。

## 主营产品目录

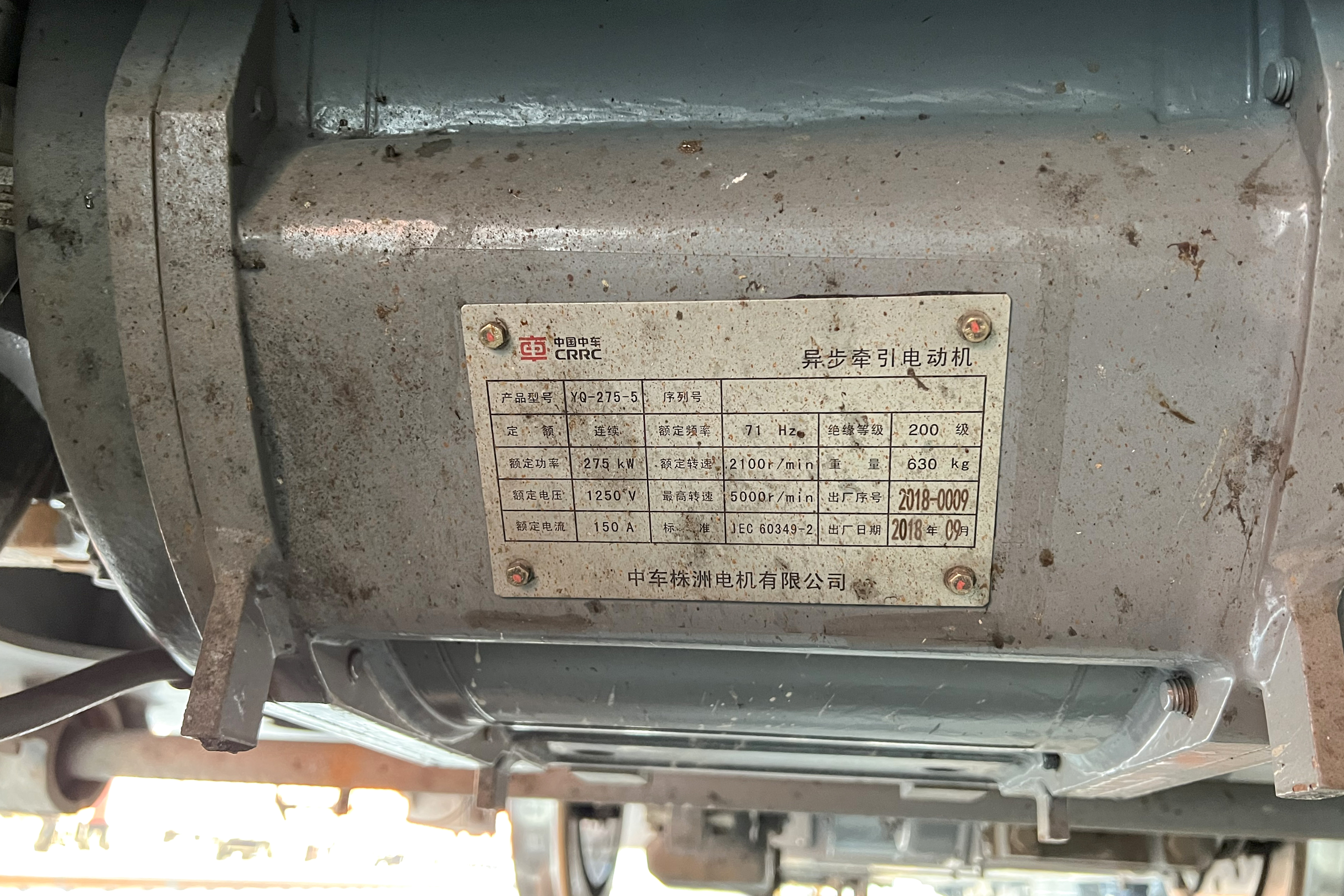
YQ-275-5型牵引电动机

### 国家铁路用交流牵引电动机
- JD-160 系列：1200 kW
- YQ-1633 系列：1600 kW
- YQ-1224 系列：1200 kW
- YQ-275 系列：275 kW
- YQ-300：300 kW
- YQ-365 系列：365 kW
- YQ-600：600 kW
- YQ-625：625 kW

### 城市轨道交通用交流牵引电动机
- JD-115 系列：190 kW，用于上海地铁9号线
- JD-118 系列：190 kW，用于上海地铁1号线
- JD-138：190 kW，用于北京地铁13号线
- YQ-100：100 kW，用于土耳其伊兹密尔轻轨
- YQ-105 系列：105 kW
- YQ-110 系列：110 kW（有轨电车用），用于广州黄埔有轨电车1号线、2号线等
- YQ-130 系列：130 kW（有轨电车用），用于昆明长水国际机场旅客捷运系统等
- JX-130：130 kW（中低速磁悬浮列车用）
- YQ-190 系列：190 kW
  - YQ-190-1 系列：用于南京地铁1号线、5号线
  - YQ-190-2 系列：用于沈阳地铁2号线，天津地铁6号线，青岛地铁2号线、4号线，郑州地铁4号线，广州地铁7号线等
  - YQ-190-3：用于北京地铁房山线、燕房线
  - YQ-190-4：用于重庆轨道交通1号线、6号线
  - YQ-190-5：用于深圳地铁5号线、广州地铁2号线
  - YQ-190-6 系列：用于昆明地铁1号线、2号线等
  - YQ-190-8 系列：用于无锡地铁1号线、2号线、3号线，杭州地铁2号线，广州地铁7号线、8号线，南宁轨道交通3号线、5号线，宁波轨道交通1号线、2号线，福州地铁1号线，郑州地铁2号线，上海地铁1号线，深圳地铁1号线、2号线等
  - YQ-190-9：用于北京地铁7号线
  - YQ-190-10：用于大连地铁1号线、2号线
  - YQ-190-11 系列：用于南京地铁S7号线、S8号线等
  - YQ-190-12：用于南昌地铁1号线
  - YQ-190-13：用于武汉轨道交通3号线、4号线
  - YQ-190-14：用于大连地铁3号线
  - YQ-190-15：用于天津地铁2号线
  - YQ-190-16：用于深圳地铁11号线
  - YQ-190-17、YQ-190-18：用于上海地铁11号线
  - YQ-190-20 系列：用于杭州地铁3号线等
  - YQ-190-21：用于河内都市铁路2A号线
  - YQ-190-22 系列：用于石家庄地铁2号线、3号线
  - YQ-190-24：用于北京地铁8号线
  - YQ-190-25 系列：用于杭州地铁6号线、杭绍城际铁路等
  - YQ-190-26：用于武汉轨道交通11号线
  - YQ-190-29 系列：用于郑州地铁14号线、佛山地铁2号线等
  - YQ-190-31：用于北京地铁3号线
  - YQ-190-32：用于重庆轨道交通10号线
- YQ-210 系列：210 kW
  - YQ-210：用于深圳地铁9号线
  - YQ-210-1：用于上海地铁13号线
  - YQ-210-2 系列：用于深圳地铁14号线、20号线
- YQ-230 系列：230 kW
  - YQ-230：用于广州地铁3号线
  - YQ-230-1：用于广州地铁14号线、21号线
  - YQ-230-2：用于大连地铁13号线
  - YQ-230-4 系列：用于南京轨道交通S6号线等
  - YQ-230NX-0001/0002：用于郑许市域铁路